# یوکانوبا
یوکانوبا (انگلیسی: Eukanuba) شرکت صنایع غذایی و غذای حیوانات خانگی آمریکایی است، که در سال ۱۹۶۹ تأسیس شد و هم‌اکنون زیرمجموعه‌ای از شرکت مارس اینکورپوریتد می‌باشد.